# Acanthodelta caeruleoalba
Acanthodelta caeruleoalba är en fjärilsart som beskrevs av Embrik Strand 1914. Acanthodelta caeruleoalba ingår i släktet Acanthodelta och familjen nattflyn. Inga underarter finns listade i Catalogue of Life.